# Канделяриелла
Канделяриелла (лат. Candelariella) — род лихенизированных грибов семейства Канделяриевые.

## Описание
Слоевище накипное, зернистое, бородавчатое или ареолированное, однообразное или по краю иногда лопастное, светло-жёлтое, желточно-жёлтое или оранжево-жёлтое, нередко с зеленоватым или сероватым оттенком. Прикрепляется к субстрату гифами подслоевища или сердцевинного слоя. Апотеции сидячие, преимущественно округлые, леканорового типа. Диск различных оттенков жёлтого цвета, плоский до очень выпуклого, с более или менее постоянным слоевищным краем. Гипотеций светлый. Парафизы не разветвлённые, нечленистые, или на верхушках расчленённые и утолщённые. Сумки булавовидные, с 8—32 до многочисленных спор. Споры бесцветные, продолговатые, эллипсоидные, прямые или слабоизогнутые, одно- или ложнодвуклеточные, с тонкой перегородкой и тонкой оболочкой. Пикнидии очень мелкие, точковидные, жёлтые. Пикноконидии экзобазиальные, короткие, прямые, с более или менее расширенными концами.

### Химический состав
Присутствуют вторичные метаболиты в виде производных пульвиновой кислоты.

## Среда обитания и распространение
Виды Канделяриелла встречаются по всему земному шару. Их можно встретить на горных породах, почве, коре деревьев, мхах и других лишайниках. В то время как некоторые виды могут расти только на камнях, а другие — только на деревьях, более универсальные виды можно найти в самых разных местах.

## Классификация
Согласно базе данных Catalogue of Life на февраль 2022 года род включает следующие виды:
- Candelariella aggregata M. Westb., 2007
- Candelariella antennaria Räsänen, 1939
- Candelariella arctica (Körb.) R. Sant., 1966 — Канделяриелла арктическая
- Candelariella aurella (Hoffm.) Zahlbr., 1928 — Канделяриелла золотистенькая
- Candelariella australiensis P.M. McCarthy et Elix,  2017
- Candelariella biatorina M. Westb., 2007
- Candelariella blastidiata Yakovch., 2017
- Candelariella boikoi Khodos. et S.Y. Kondr., 2004 — Канделяриелла Бойко
- Candelariella boleana Etayo, Palice et T. Sprib., 2009
- Candelariella borealis M. Westb., 2007
- Candelariella californica M. Westb., 2007
- Candelariella clarkiae E. Tripp. et Lendemer, 2015
- Candelariella commutata Otte et M. Westb., 2013
- Candelariella complanata M. Westb., 2007
- Candelariella coralliza Nyl. et H. Magn., 1935 — Канделяриелла коралловидная
- Candelariella corrallizoides M. Westb., 2007
- Candelariella corviniscalensis M.A. Morse et M. Westb., 2011
- Candelariella deppeanae M. Westb., 2007
- Candelariella efflorescens R.C. Harris et W.R. Buck, 1978 — Канделяриелла расцветающая
- Candelariella granuliformis M. Westb., 2011
- Candelariella hakulinenii S.Y. Kondr.,Lőkös et Hur, 2017
- Candelariella immarginata M. Westb., 2007
- Candelariella lichenicola M. Westb., 2007
- Candelariella makarevichae S.Y. Kondr., Lőkös et Hur, 2018
- Candelariella medians (Nyl.) A.L. Sm., 1918
- Candelariella reflexa (Nyl.) Lettau, 1912 — Канделяриелла отвёрнутая
- Candelariella superdistans (Nyl.) Malme, 1911
- Candelariella vitellina (Ehrh.) Müll. Arg., 1894 — Канделяриелла желточно-жёлтая
- Candelariella xanthostigma (Pers. ex Ach.) Lettau, 1912 — Канделяриелла жёлтоглазковая
- Candelariella xanthostigmoides (Müll. Arg.) R.W. Rogers, 1982